# روجر نيكولز
روجر نيكولز (بالإنجليزية: Roger Nichols)‏ هو مهندس الصوت ومنتج أسطوانات ومهندس وملحن أمريكي، ولد في 22 سبتمبر 1944 في أوكلاند في الولايات المتحدة، وتوفي في 9 أبريل 2011 في بربانك في الولايات المتحدة بسبب سرطان البنكرياس.

## وصلات خارجية
- روجر نيكولز على موقع ميوزك برينز (الإنجليزية)
- روجر نيكولز على موقع أول ميوزيك (الإنجليزية)
- روجر نيكولز على موقع ديسكوغز (الإنجليزية)